# Добричи
Добричи (укр. Добричі, до 2024 года — Первомайское) — посёлок, Марьевский сельский совет, Синельниковский район, Днепропетровская область, Украина.
Код КОАТУУ — 1224884006. Население по переписи 2001 года составляло 1297 человек.

## Географическое положение
Посёлок Первомайское находится на расстоянии в 2,5 км от сёл Ивановка и Старолозоватка, в 3-х км от села Марьевка.
К посёлку примыкает большой массив дачных участков. Рядом проходят автомобильная дорога Т-0401 и железная дорога, станция Платформа 222 км, а также Платформа 225 км.

## История
- ? — дата основания.

## Происхождение названия
Посёлок был назван в честь праздника весны и труда Первомая, отмечаемого в различных странах 1 мая; в СССР он назывался Международным днём солидарности трудящихся.
На территории Украинской ССР имелись 50 населённых населённых пунктов с названием Першотравневое и 27 — с названием Первомайское.

## Экономика
- «Первомайское», ЗАО (В стадии банкротства).

## Объекты социальной сферы
- Школа-сад
- Амбулатория